# Namorada Reserva
Namorada Reserva é uma canção da dupla sertaneja brasileira Hugo & Guilherme, lançado em 16 de novembro de 2018 pela Som Livre, sendo o segundo single do terceiro álbum ao vivo No Pelo em Campo Grande.

## Antecedentes e gravação
Essa música faz parte do álbum No Pelo em Campo Grande, gravado em setembro de 2018, no Âncora Hotel, em Campo Grande. Do mesmo projeto, saiu Teste da Mãozinha, com participação de Henrique & Juliano, que alcançou a marca de 25 milhões de visualizações no YouTube. Até o momento do lançamento de Namorada Reserva, Teste da Mãozinha estava na lista das 50 músicas mais ouvidas.

## Recepção e sucesso
Namorada Reserva ficou na lista das 50 músicas mais ouvidas nas plataformas digitais em 2019, além de emplacar na novela A Dona do Pedaço, da Rede Globo, no mesmo ano. Até o momento, o clipe contava com mais de 11 milhões de visualizações no YouTube. “Uma emoção sem igual”, comemorou a dupla em postagem no Instagram.
"Nós ficamos muito felizes quando soubemos que a música entraria na novela. Estamos vivendo um momento especial na nossa carreira e ter a nossa música de trabalho na novela das 9, é mais uma conquista", comemora Hugo.
"Sem dúvida é uma vitrine importante para o nosso trabalho. Vai ser muito divertido acompanhar a história desses personagens com a nossa música ao fundo. Vamos ficar ligados", conclui Guilherme.
Após a repercussão da música, Hugo & Guilherme assinaram com a Som Livre, gravadora onde estão até os dias atuais.
No ano seguinte, a dupla foi convidada para se apresentar no extinto programa semanal da Rede Globo, SóTocaTop, à época apresentado pela dupla Maiara & Maraisa, devido ao sucesso dessa música e de Teste da Mãozinha, primeiro single do álbum.

## Desempenho comercial
| Tabela musical                  | Melhor posição |
| ------------------------------- | -------------- |
| Crowley Charts (Top 100 Brasil) | 15             |
| ConnectMix (Ranking 2019)       | 93             |